# 道氏拟伏翼
道氏拟伏翼（学名：Scotozous dormeri）为蝙蝠科拟伏翼属的动物。分布于台湾等地。该物种的模式产地在印度。

## 亚种
- 道氏拟伏翼指名亚种（学名：Scotozous dormeri dormeri），Dobson于1875年命名。分布于台湾等地。该物种的模式产地在印度。[2]